# 클레리구스 교회

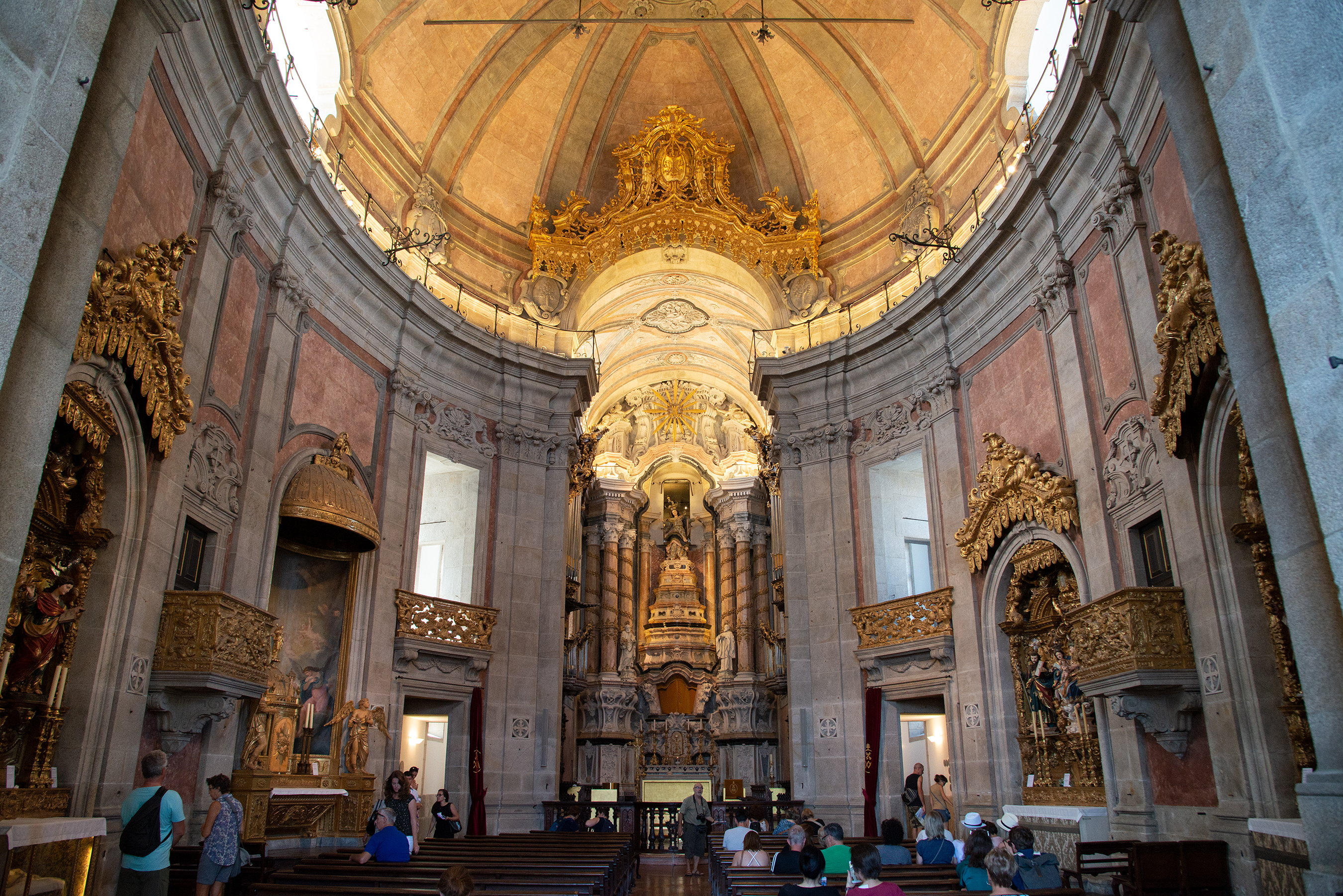
클레리구스 교회의 내부 전경

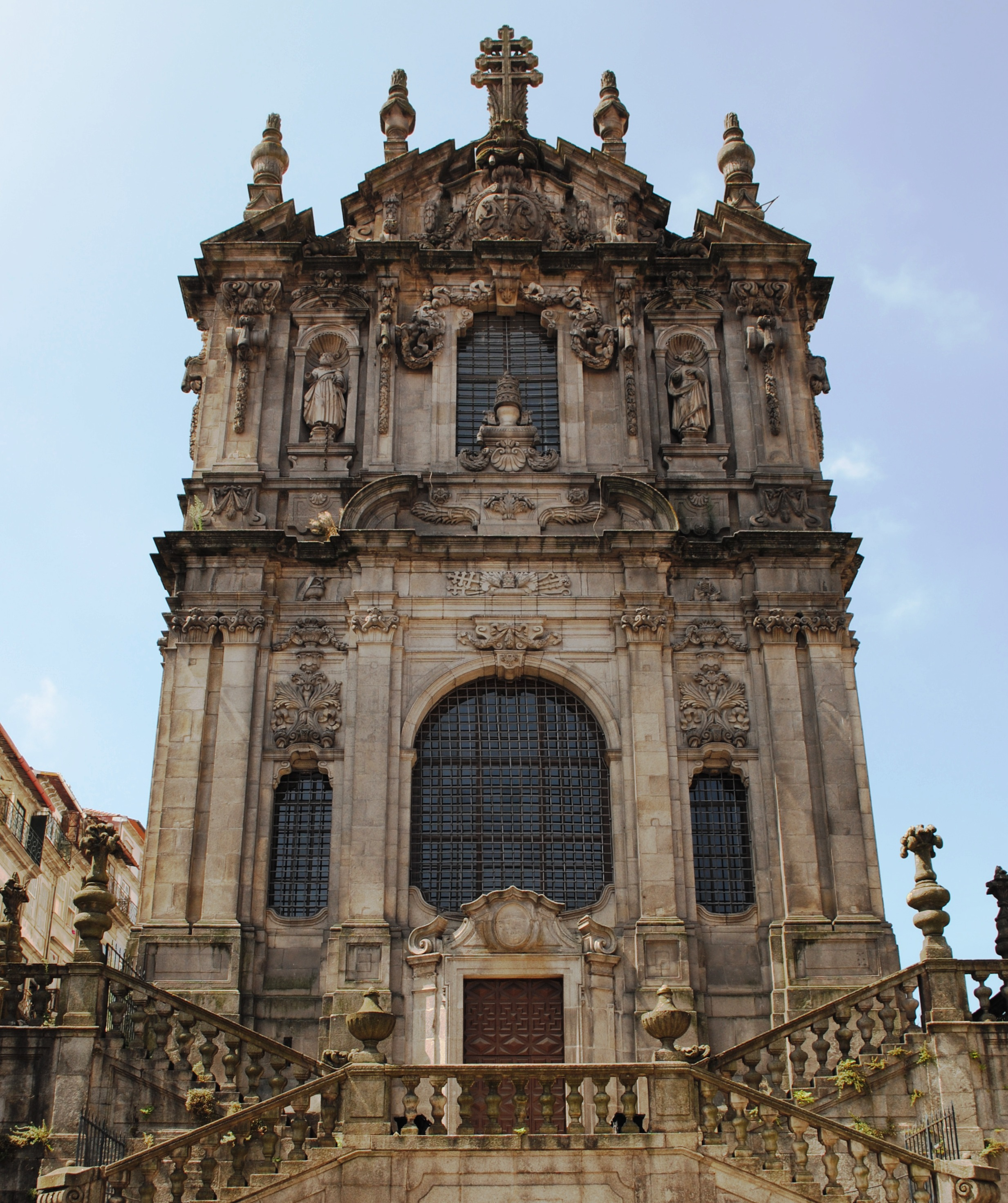
클레리구스 교회의 정면부

클레리구스 교회(포르투갈어: Igreja dos Clérigos)는 포르투갈 포르투에 위치하고 있는 로마 가톨릭교회 소유의 성당이자 교회이다. 그러나 이 교회는 바로크 양식으로 건축되어 있는 독특한 교회이기도 하며, KBS 1TV의 《걸어서 세계속으로》에서도 소개된 장소로도 유명하다. 그래서 해당 교회는 17세기 당시 건축한 이탈리아의 유명 건축가였던 니콜라우 나소니에 의해 건축하였던 것으로 보이게 되며, 1732년 공식적으로 착공, 1750년에 완공되었던 것으로 나와 있다. 그러니까 포르투갈 내에서 가장 유명한 바로크 양식으로 건축한 교회 건물로 매우 독특하게 지어져 있는 것으로 널리 소개되어 있다. 그리고 탑의 높이는 75.6m, 주변의 도시를 한꺼번에 바라볼 수 있게 되는 최고 층인 6층까지 꼭대기에 올라가려면 240개의 계단을 건너야 하는 등 계단이 놓인 등산로와 비슷하게 걸어와야 하는 불편이 있고 비만, 운동 부족 등을 가진 관광객에게는 다이어트 효과도 물론 가질 수도 있다.

## 참고 자료
- Portuguese Institute for Architectural Heritage